# Centro de Arte de Alcoy
El Centro de Arte de Alcoy (en Valenciano Centre d'Art d'Alcoi) es un museo de arte ubicado en calle Rigoberto Albors número 8 de la ciudad de Alcoy, en la comarca de la Hoya de Alcoy, Comunidad Valenciana, España. Es una subsede del Instituto Valenciano de Arte Moderno (IVAM).

## Edificio
El museo ocupa el edificio de estilo modernista valenciano del Monte de Piedad y Caja de Ahorros de Alcoy, construido en 1909 por Vicente Pascual Pastor. Es un edificio exento, en la calle de Rigoberto Albors de la capital alcoyana. Después de albergar las oficinas de la entidad financiera, primero, y lugar de beneficencia posteriormente, en el año 2000 se proyectó su rehabilitación para usos culturales. En 2008 nace el Centro de Arte a partir del convenio de colaboración entre la Generalidad Valenciana y la Caja de Ahorros del Mediterráneo.

## Historia
El museo fue reabierto en noviembre de 2018 por convenio del ayuntamiento de Alcoy con la Fundación Caja Mediterráneo y el Instituto Valenciano de Arte Moderno pasando a ser un centro dependiente del mismo. Su inauguración oficial inicial fue el 28 de diciembre de 2010, poniendo a disposición del público tres plantas y 4.000 m² de espacio cultural y expositivo. Las primeras muestras trataron sobre la fotografía de Paco Cano y la pintura de autores alcoyanos de entre 1865 y 1925.
En el verano de 2011 el Centro de Arte de Alcoy cerró sus puertas para realizar una serie de rehabilitaciones, en principio temporales. La intervención en la entidad bancaria alicantina impidió que se llevasen a cabo las obras, a la vez que se despedía a la plantilla laboral y se aplazaba la programación. Un año y medio después, en enero de 2013, se anunció una futura reapertura cuando la entidad que lo gestiona, la obra social de la CAM, se integrara en una fundación de la Generalidad Valenciana.
El Centro de Arte de Alcoy permaneció abierto durante siete meses, en los cuales se calculó una afluencia de 20.000 visitantes. El museo fue reabierto el 16 de noviembre de 2018 por convenio a tres bandas, con la Fundación Caja Mediterráneo, La Generalidad Valenciana a través del Instituto Valenciano de Arte Moderno y el Ayuntamiento de Alcoy, reanudando todas sus actividades expositivas y culturales.